# John Griggs Thompson

John Griggs Thompson (ur. 13 października 1932 w Ottawa Country, Kansas) – amerykański matematyk, ceniony za pracę w dziedzinie teorii grup skończonych.

## Życiorys
W 1955 Thompson ukończył Yale University, a w 1959 na University of Chicago obronił doktorat pod tytułem A Proof that a Finite Group with a Fixed-Point-Free Automorphism of Prime Order is Nilpotent. W swym doktoracie rozwiązał pewien problem matematyczny, który pozostawał otwarty przez ponad 60 lat. W owym czasie to osiągnięcie zostało dostrzeżone nawet przez The New York Times.
John Thompson jest powszechnie rozpoznawalny z powodu udowodnienia w 1963 roku wraz z Walterem Feitem twierdzenia mówiącego, iż każda skończona grupa prosta, która nie jest cykliczna, ma parzysty rząd (tzw. twierdzenie Feita-Thompsona). Oryginalny dowód twierdzenia składał się z ponad ćwierć tysiąca stron. Naukowcy mieli problem z opublikowaniem swojego dowodu – z powodu jego długości kilka renomowanych czasopism naukowych odrzuciło artykuł. Opublikowali cały kilkusetstronicowy dowód w Pacific Journal of Mathematics.
Uznaje się, że rewolucyjne twierdzenie Feita-Thompsona natchnęło matematyków z całego świata do stworzenia klasyfikacji skończonych grup prostych, której dowód zajął ponad 10 000 stron. 

## Nagrody
Thompson zdobył najwyższe wyróżnienia matematyczne:
- 1970: Medal Fieldsa – za odkrycia w zakresie teorii grup skończonych[2];
- 1984: Medal Sylvestera[5];
- 1992: Nagroda Wolfa w dziedzinie matematyki;
- 2008: Nagroda Abela – za głębokie osiągnięcia w algebrze abstrakcyjnej, zwłaszcza w kształtowaniu współczesnej teorii grup[2].